# Brooke Schultz
Brooke Schultz (20 gennaio 1999) è una tuffatrice statunitense.

## Biografia
È figlia di Dale e Darby Schultz. Suo padre è allenatore di tuffi presso l'Università dell'Arkansas ed è stato anche suo allenatore. Ha due fratelli Collin e Hayden. Hayden compete a livello agonistico nel motociclismo.
Ha iniziato a praticare i tuffi all'età di nove anni.
Ai campionati mondiali di Gwangju 2019, ha partecipato alla gara di tuffi nel trampolino di 3 metri
Ai Giochi panamericani di Lima 2019, ha vinto due medaglie d'argento e una di bronzo.

## Palmares
- Giochi panamericani

Lima 2019: argento nel trampolino 1 m; argento nel sincro 3 m; bronzo nel trampolino 3 m;